# Melkmeisje (beroep)

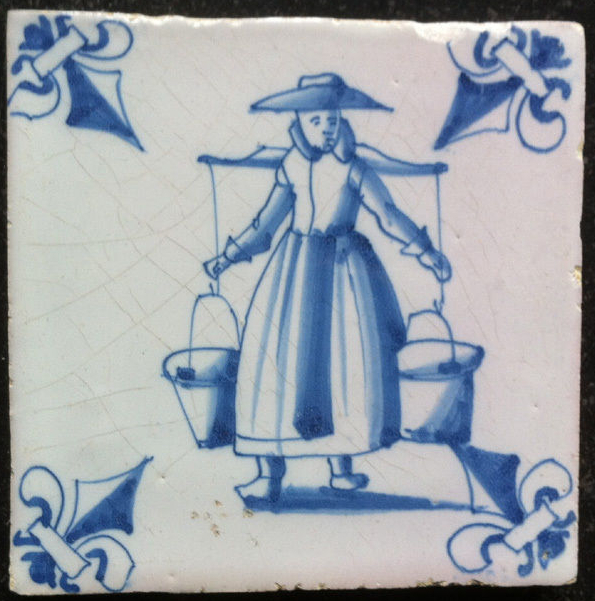
Delfts blauwe wandtegel met de voorstelling van een melkmeisje

Een melkmeisje was een vrouw die melk aan huis verkocht.
Tot de jaren 30 van de 20e eeuw waren er geen afdoende middelen om melk te steriliseren. Daarom moest ze vers verkocht worden. Veelal trok de dochter, vrouw of meid van een veehouder met de melk naar de stad. Ze droeg de kannen op haar schouder, aan een juk of in een hondenkar.
Het melkmeisje werd gezien als een symbool van het idyllische platteland. Daarom lieten dames uit de rijke burgerij zich regelmatig fotograferen, verkleed als melkmeisje. Dit fenomeen groeide uit tot een heus genre binnen de opkomende fotografie. Hoewel er melkmeisjes in vele landen bestonden, staat het genre doorgaans toch bekend als the flemish milkmaid of la laitière flamande (het Vlaamse melkmeisje).
Melkmeisjes hadden de kwalijke reputatie om de melk aan te lengen met (onzuiver) water. Daarom werd de kwaliteit van de melk gecontroleerd door de politie. Ook deze situatie was een geliefkoosd beeld voor fotografen. Hiervan zijn tientallen voorbeelden bewaard en als prentkaart uitgegeven tot na de Tweede Wereldoorlog.
Naarmate de bewaarprocedés verbeterden en melkerijen de melk op de boerderij gingen opkopen, verdween dit beroep stelselmatig.

## Het melkmeisje
Het melkmeisje, een schilderij van Johannes Vermeer, toont geen melkmeisje in de zin zoals hierboven beschreven, maar een dienstmeid die melk uitschenkt.